# Juan José Díaz Infante
Juan José Díaz Infante Núñez (Ciudad de México, 24 de junio de 1936 - Ciudad de México, 12 de junio de 2012) fue un arquitecto y diseñador industrial mexicano.
La lista de sus trabajos arquitectónicos incluye proyectos urbanísticos en México y en otros países: estaciones de autobuses, hoteles, cines, polideportivos, colegio y edificios de la administración.[cita requerida]
Díaz Infante fue consejero científico en el Colegio de Arquitectos de la Ciudad de México y de la Sociedad de Arquitectos de México (SAM). Como diseñador industrial, fue consejero de la Asociación de Industriales del Plástico (Anipac), observador en el Instituto Mexicano del Plástico Industrial y miembro de la Sociedad de Ingenieros Plásticos, con sede en Pittsburgh.[cita requerida]
Díaz Infante dio clases de diseño en la Universidad Iberoamericana (UIA), en la Universidad Nacional Autónoma de México (UNAM) y en la Universidad Anáhuac (UA). También fue lector en otras instituciones y universidades. Fue maestro fundador en la Universidad La Salle y fue fundador y primer director de la escuela de arquitectura de la Universidad Anáhuac. Además, fue miembro fundador de la Academia Mexicana de Arquitectura y de la asociación de diseñadores industriales de la Asociación de Diseñadores Industriales.[cita requerida]
Fue representante oficial de México en la reunión de jóvenes arquitectos de la Unión Internacional de Arquitectos en la Olimpiada Cultural durante los Juegos Olímpicos de Verano de 1968.

## Aportaciones
Juan José Díaz Infante fue un arquitecto que no siguió los cánones arquitectónicos del movimiento moderno o de la arquitectura internacional. Fiel a su ideología como diseñador espacial y atemporal sus obras reflejan este enfoque particular. En la década de  1960 diseñó prototipos de vivienda mínima con materiales plásticos y fibra de vidrio cuya forma está constituida por planos fractales. De la década de  1970 destacan dos obras: la torre del First City National Bank y la Terminal de Autobuses Poniente (TAPO). El primero es un volumen rectangular liso recubierto en su totalidad con cristales con película de espejo, lo que le permite integrarse a la bóveda celeste y al paisaje natural y construido del entorno. Usó un esquema compositivo conformado por una serie de círculos concéntricos en la terminal de autobuses (TAPO) cuya relevancia es la solución espacial del vestíbulo central rematado por una cúpula de elementos prefabricados convergentes radiales.  
A mediados de la década de 1980, proyecta y construye una vivienda donde aplica los principios espaciales de continuidad y transparencia con el diseño antisísmico de una estéreo estructura conformando un volumen rectangular con muros y cubiertas metálicas recubiertas de vidrio; remata en la azotea una cúpula tridimensional configurada por los mismos materiales del resto de la casa. Finalmente, en la década de los 1990, la Bolsa Mexicana de Valores se erige como una escultura urbana con el juego de tres volúmenes trapezoidales encristalados lisos, el de en medio más alto con cristales claros siendo escoltado por los otros dos con menor altura t cristales oscuros, y en un costado de estos, como contrapunto, aparece un volumen cilíndrico rematado por una cúpula con una malla de cristales colocados en diferentes ángulos.

## Obras
- Centro Comercial Insurgentes Mínimax (Ciudad de México, 1960)
- Delegación Venustiano Carranza (en colaboración con Enrique del Moral) (Ciudad de México, 1973)
- First City National Bank (Ciudad de México, 1977)
- Terminal de Autobuses de Pasajeros de Oriente TAPO (Ciudad de México, 1978)
- Bufete Industrial (Ciudad de México, 1980)
- Club Asturiano (Ciudad de México, 1984)
- Casa Kalikosmia (Ciudad de México, 1985)
- Bolsa Mexicana de Valores (Ciudad de México, 1990)

## Galería

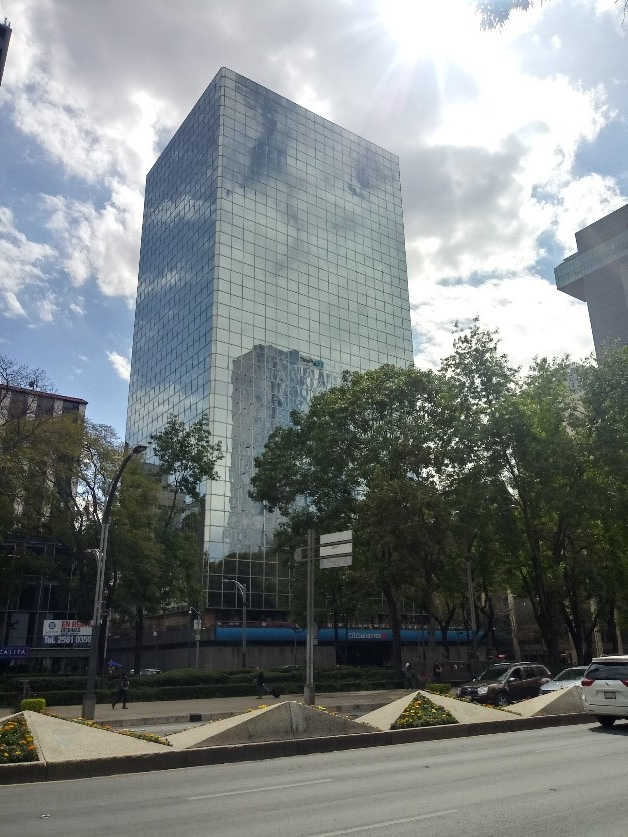
First City National Bank (Ciudad de México, 1977). Fotografía: Manuel Arturo Román Kalisch
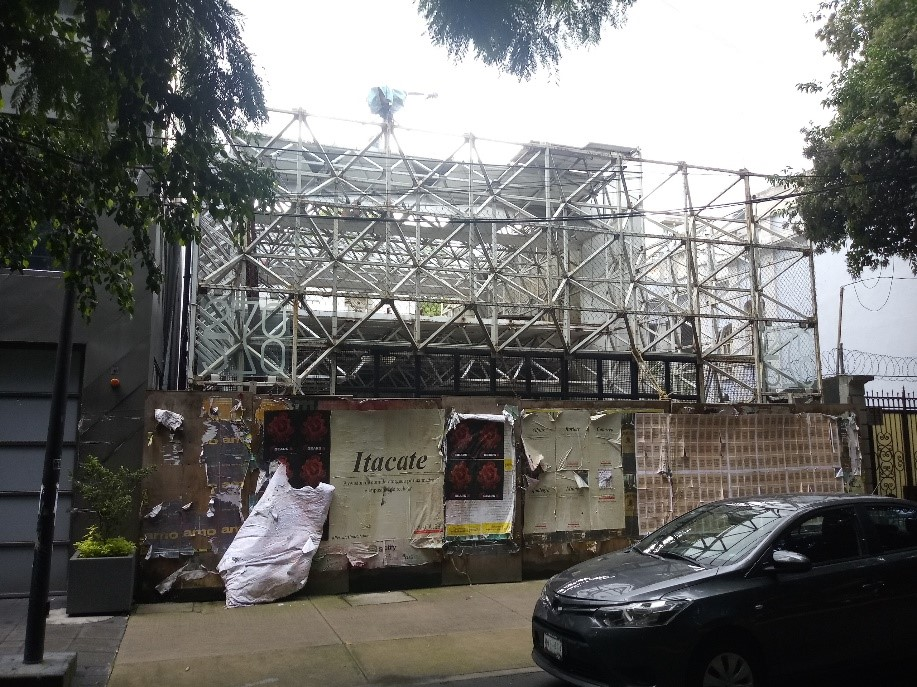
Casa Kalikosmia (Ciudad de México, 1985. Vista en el año 2022. Fotografía: Manuel Arturo Román Kalisch.
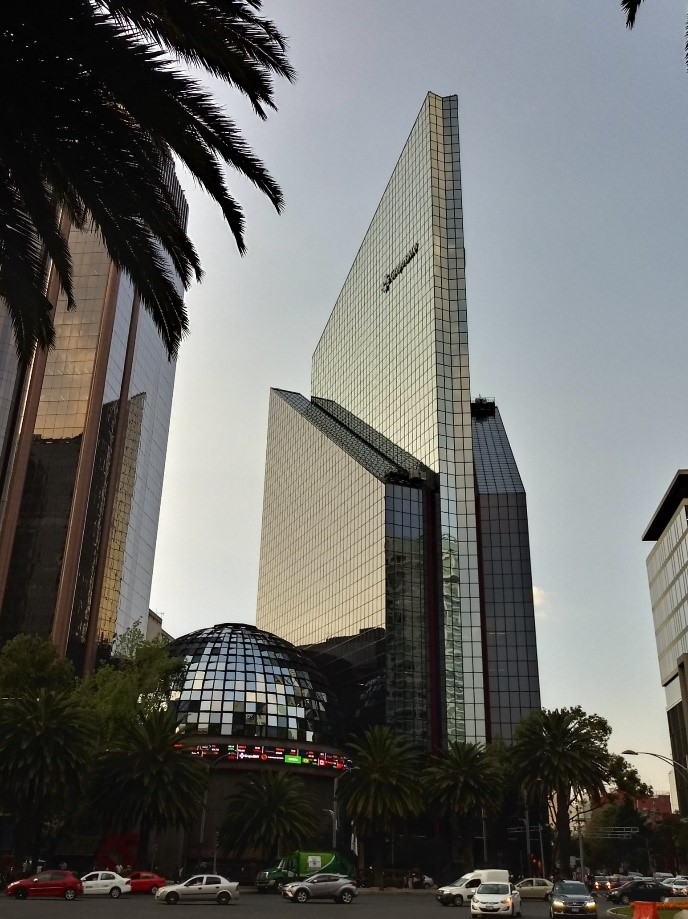
Bolsa Mexicana de Valores (Ciudad de México, 1990). Fotografía: Manuel Arturo Román Kalisch

## Exhibiciones
- 1964: Pabellón Mexicano, Feria Mundial de Nueva York de 1964
- 1966:
  - Arquitectura de Vanguardia en México, Palacio de Bellas Artes, Ciudad de México
  - Arquitectura Actual en América Madrid, España
- 1967: Del Dolmen a la Kalikosmia, Museo de Arte Moderno, Ciudad de México
- 1969: El objeto Cotidiano, Museo de Arte Moderno, Ciudad de México, 1969
- 1970:
  - Diseño Actual en México, Museo de Arte Moderno, Ciudad de México
  - Casa Prefrabricada, Instituto Politécnico Nacional, Ciudad de México
  - Home Builders, Washington D. C.